# Катастрофа C-130 в Гонконге (1965)
Катастрофа C-130 в Гонконге — крупная авиационная катастрофа военного самолёта Lockheed KC-130F Hercules Корпуса морской пехоты США, произошедшая во вторник 24 августа 1965 года в Гонконге, при этом погибли 59 человек.

## Катастрофа
Самолёт-топливозаправщик KC-130F с бортовым номером Bu.No.149802 (заводской — 3693, год выпуска — 1962) был задействован для выполнения транспортного рейса по маршруту Гонконг—Дананг—Сайгон, в ходе которого должен был доставить в Южный Вьетнам группу военных; всего на борту находились 65 пассажиров-военных и 6 членов экипажа, при этом, по договорённости между лётчиками, командир корабля сел в правое кресло, а помощник командира корабля — в левое. Взлёт выполнялся с полосы 13 аэропорта Кайтак, когда на скорости 150 км/ч (81 узел) бортинженер неожиданно доложил, что упало давление в двигателе № 1 (крайний левый) и что надо прекращать взлёт; ничего не говоря, помощник командира снизил мощность первого двигателя, когда командир потянул штурвал на себя и поднял машину в воздух.
В условиях асимметрии тяги без одного двигателя самолёт перешёл в режим сваливания, в результате чего, приподнявшись всего на 30 метров, накренился влево, затем врезался левой плоскостью в двухметровую противонагонную дамбу, а через 250 метров упал в залив Коулун. В происшествии выжили 10 пассажиров и оба пилота, а остальные 55 пассажиров и 4 члена экипажа погибли. По масштабам, это крупнейшая авиационная катастрофа в истории Гонконга.

## Причины
Причину неисправности двигателя № 1 определить не удалось; было установлено, что хотя данный двигатель поставили на самолёт всего за две недели до происшествия, воздушный винт с редуктором при этом не менялись. Официально катастрофа произошла из-за падения мощности в двигателе № 1 и отсутствия координаций членов экипажа; сопутствующими причинами стали отсутствие опыта у второго пилота и неправильные действия со стороны экипажа.